# 高新駅
高新駅（こうしんえき、中文表記: 高新站、英文表記: Hi-Tech Zone Station）は、中華人民共和国四川省成都市武侯区（高新区)天暉路にある成都軌道交通1号線の駅。駅番号は0114で、2010年9月27日に開業 。

## 概要
駅名は、近隣にある成都高新技術産業開発区（高新区）管理委員会に因んで名づけられた。建設中の仮駅名は南三環駅（南三环站）であった  。成都地下鉄が正式に着工されてから、最初に建設が開始された駅である。

## 駅構造
- 長さ145.2m、幅38mの相対式ホーム2面2線を備える。

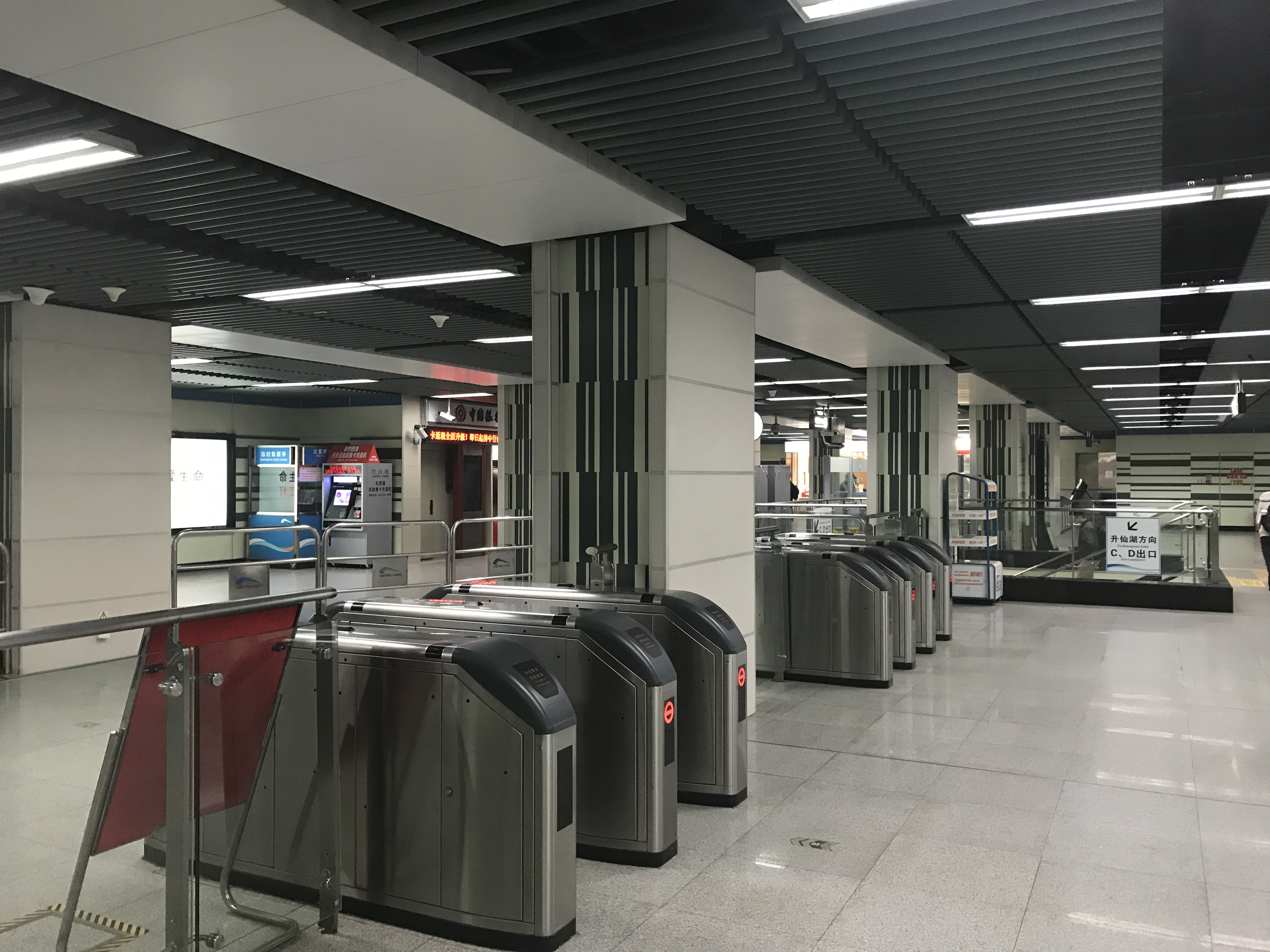
地下1階コンコース
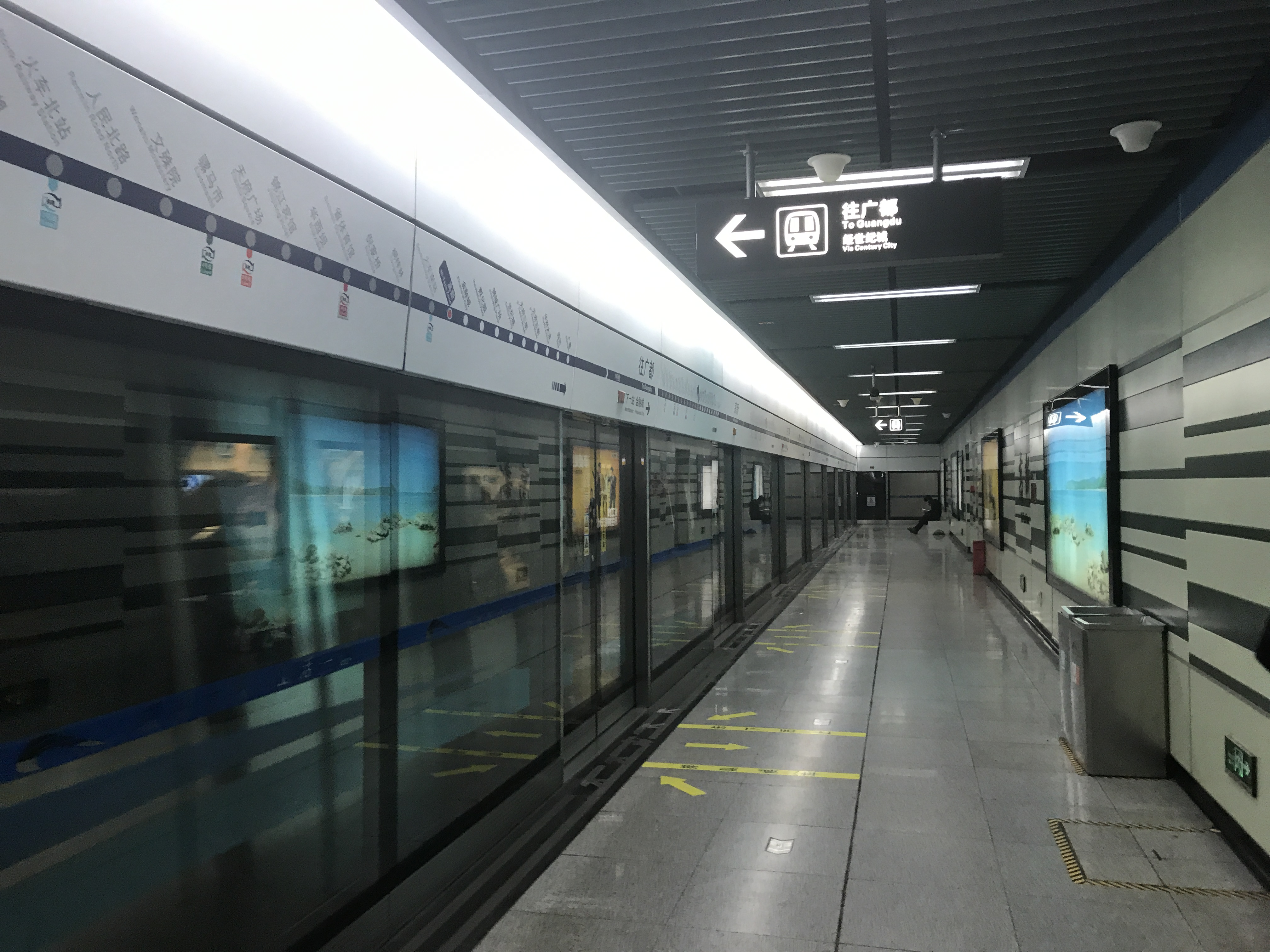
地下1階ホーム
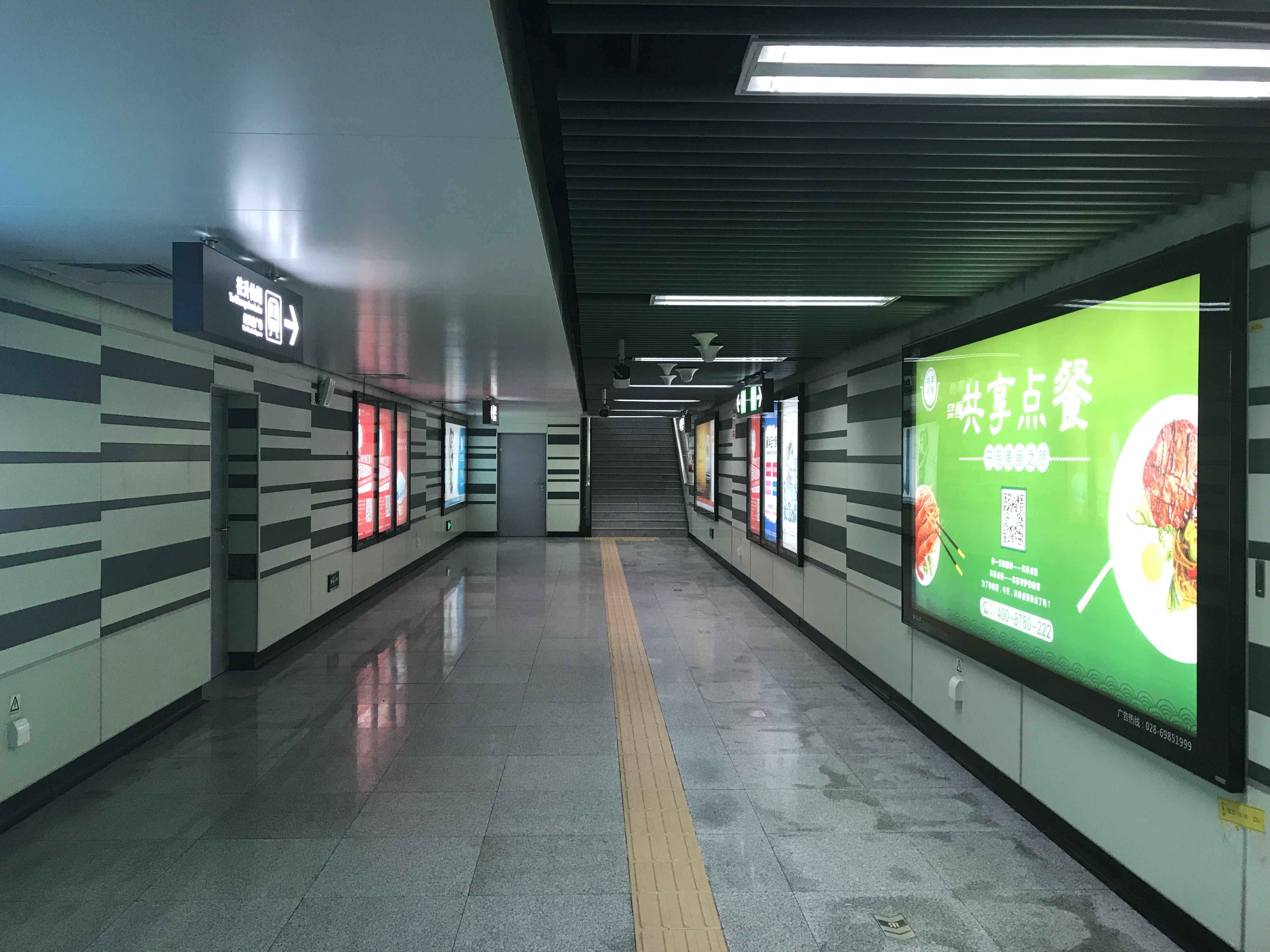
地下2階ホーム連絡通路

| 地上     |                  | 出入口                             |   |
| 地下 1階 | コンコース       | 保安検査、自動券売機、売店         |   |
| 地下 1階 | 右側のドアが開く |                                    |   |
| 地下 1階 | ←                | ■1号線韋家碾方面（火車南站）       |   |
| 地下 1階 |                  | ■1号線科学城/五根松方面 （金融城） | → |
| 地下 1階 | 右側のドアが開く |                                    |   |
| 地下 1階 | コンコース       | 保安検査、自動券売機、売店         |   |
| 地下 2階 |                  | ホーム連絡通路                     |   |

- 地下1階コンコース
- 地下1階ホーム
- 地下2階ホーム連絡通路

## 出入口
- 4つの出入口を備える。

| 番号               | 設備 | 場所   | 出口付近                                                     |
| ------------------ | ---- | ------ | ------------------------------------------------------------ |
| 出口 · A           |      | 天暉路 | 理想中心、融城理想                                           |
| 出口 · B           |      | 天益路 | 成都職業技術学院（高新キャンパス）                           |
| 出口 · C           |      | 天暉路 | 高新国際広場、成都高新技術産業開発区管理委員会               |
| 出口 · D           |      | 天暉路 | 成都高新技術産業開発区検察院、成都高新技術産業開発区人民法院 |
| 表注：エレベーター |      |        |                                                              |

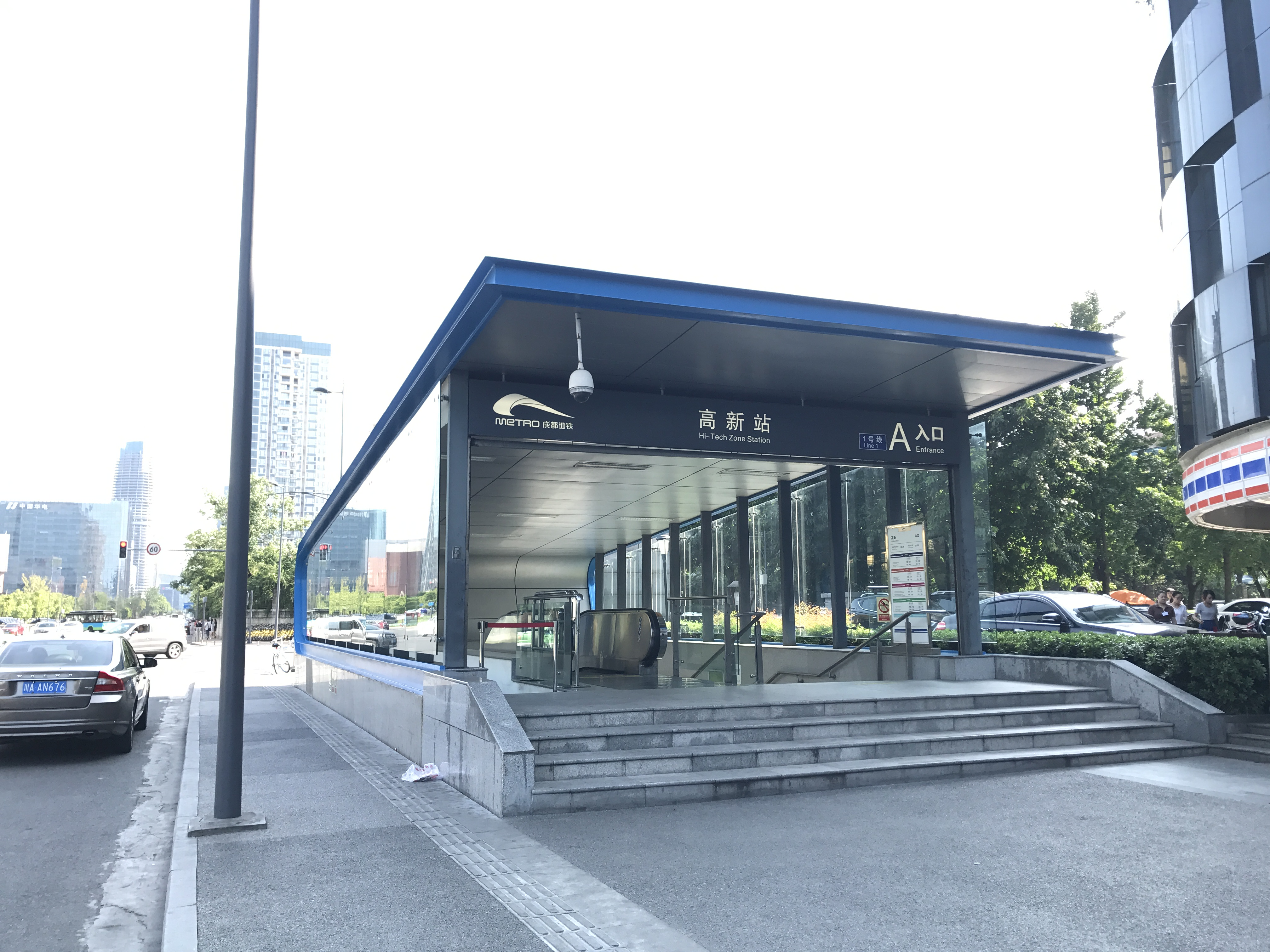
A出入口
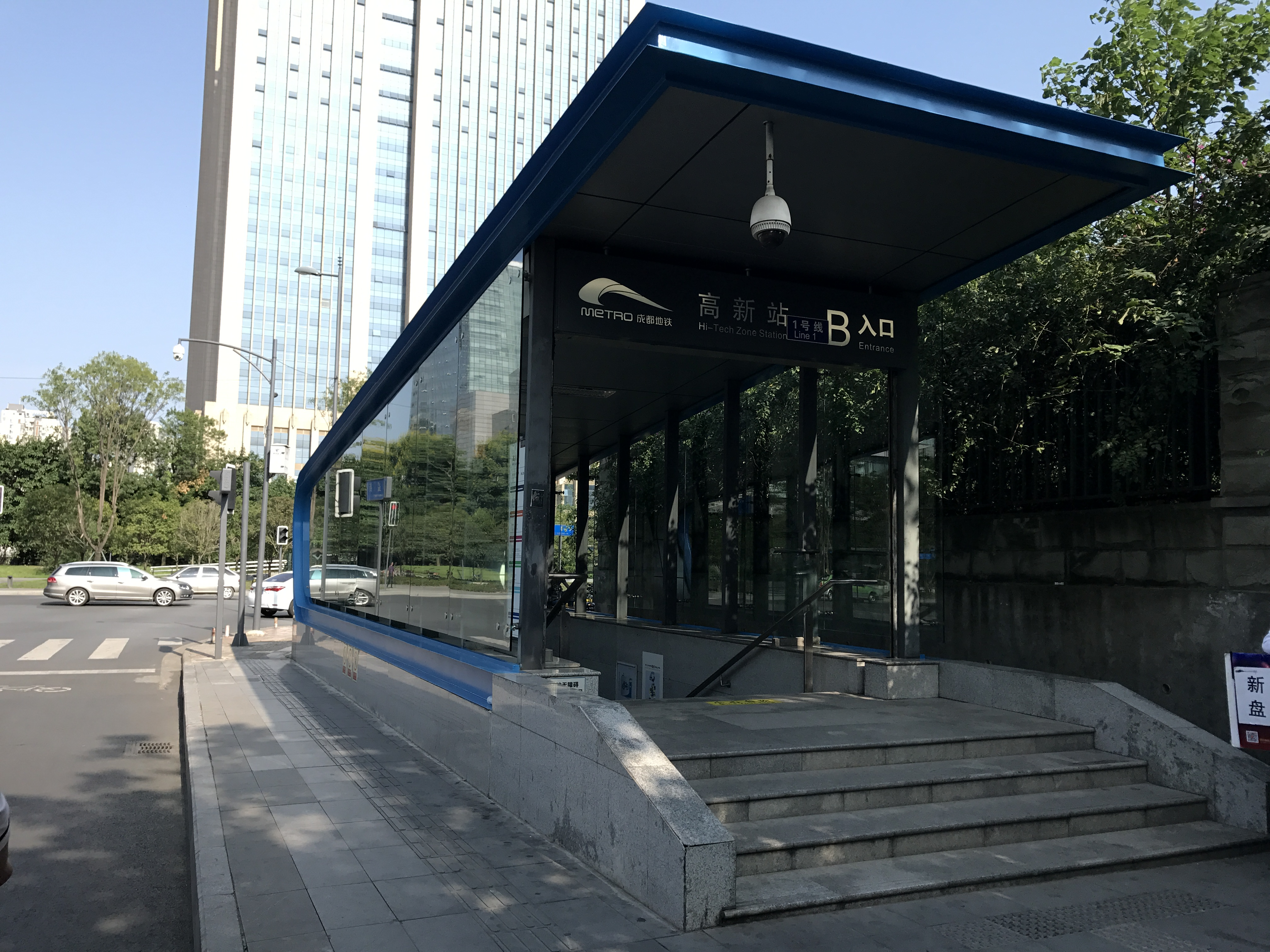
B出入口
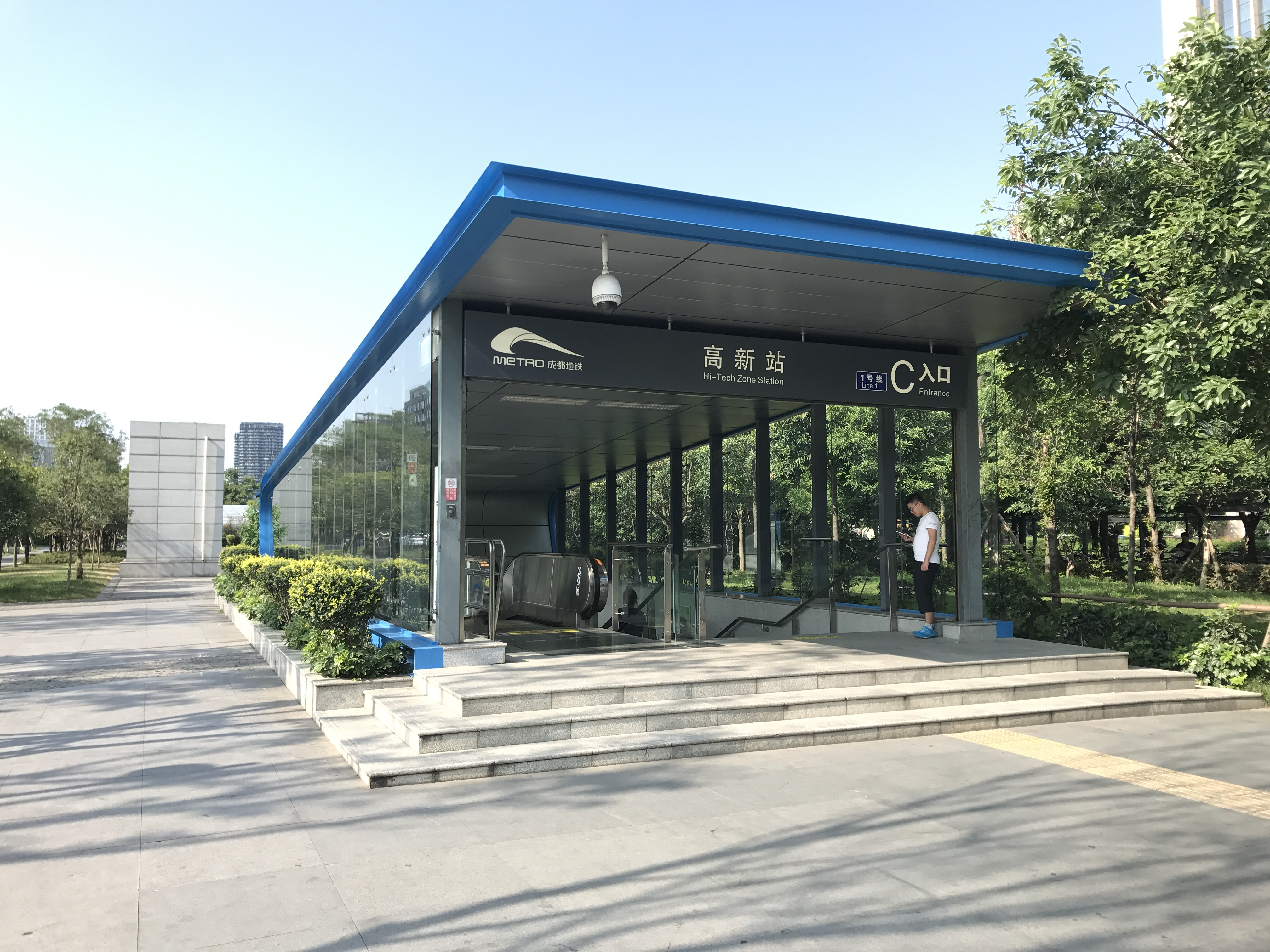
C出入口
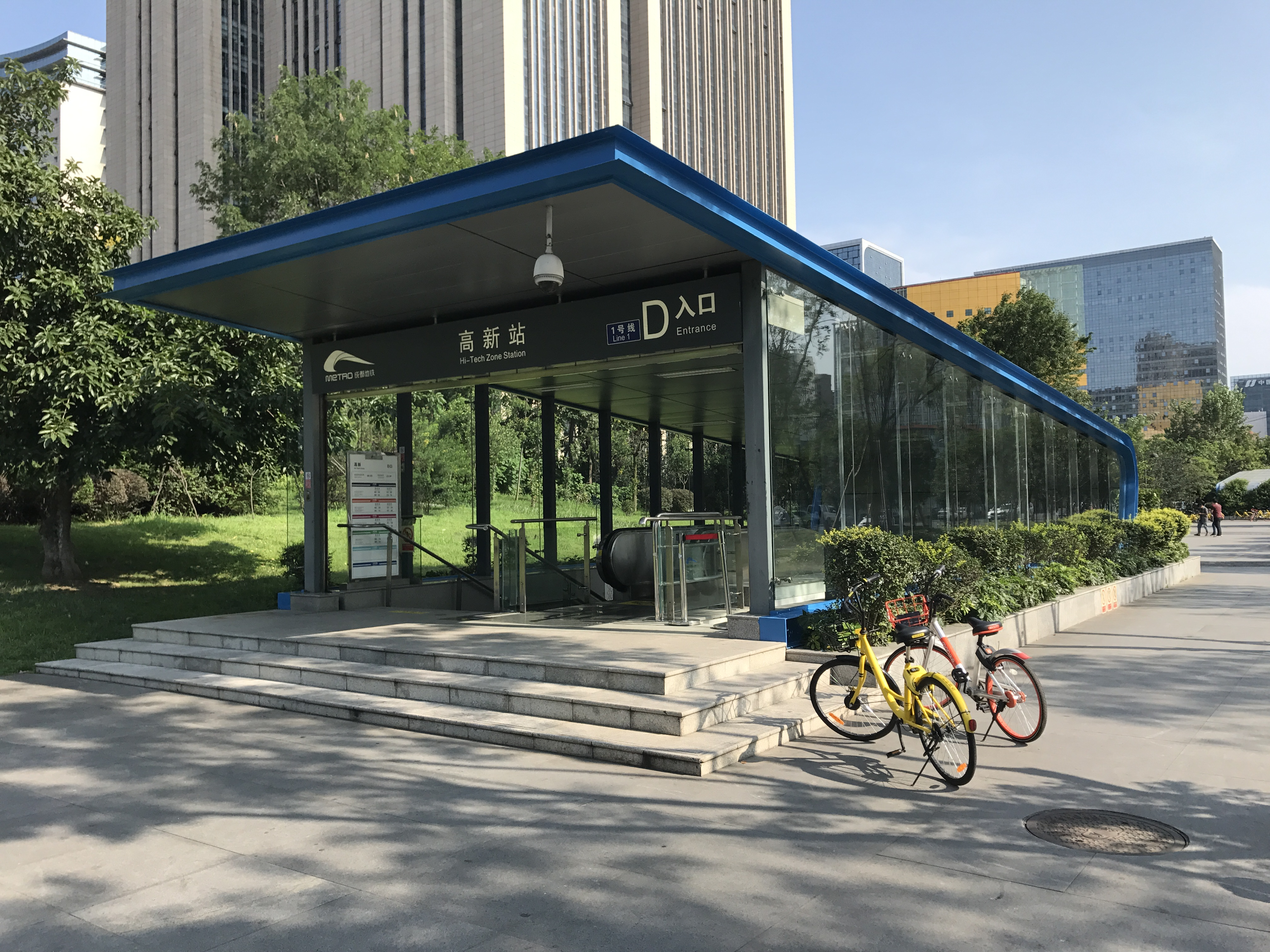
D出入口

## 路線バス
- 84路
- 93路
- 115路
- 121路
- 133路
- 298路
- 501路
- 機場専線4号線（空港リムジンバス）

## 沿革
- 2005年12月28日、建設開始[1]。
- 2007年1月11日、駅の主要構造物が完成し、トッピング・アウトが行われた[5]。
- 2010年9月27日、正式開業[1]。

## 隣の駅
■1号線
火車南站駅0113 - 高新駅0114 - 金融城駅0115